# Якшин, Аким Васильевич
Аким Васильевич Якшин (7 сентября 1898 года, дер. Кузьминская, Кадниковский уезд, Вологодская губерния — 30 октября 1979 года, г. Михайловка, Волгоградская область) — советский военный деятель, генерал-майор (29 января 1943 года).

## Начальная биография
Аким Васильевич Якшин родился 7 сентября 1898 года в деревне Кузьминская Кадниковского уезда Вологодской губернии.

## Военная служба

### Гражданская война
В январе 1917 года призван в ряды Русской императорской армии и направлен рядовым в 175-й запасной полк, дислоцированный в селе Медведь (Новгородская губерния), который в августе принимал участие в подавлении Корниловского выступления и затем в разоружении Дикой дивизии на станциях Дно и Струги Красные. В декабре 1917 года демобилизован.
18 октября 1918 года призван в ряды РККА и направлен красноармейцем в 5-й советский стрелковый полк, а в мае 1919 года переведён в 7-й советский стрелковый полк, после чего принимал участие в боевых действиях в ходе боевых действий против войск под командованием Н. Н. Юденича и С. Н. Булак-Балаховича в районе Пскова, Луги, Двинска и Гдова, а в июле — октябре 1920 года — в ходе советско-польской войны. С октября того же года служил политруком роты и военкомом батальона в составе того же полка и участвовал в боях в районе Мозыря и Калинковичей против войск под командованием С. Н. Булак-Балаховича, а летом 1921 года — против бандформирований на территории Вольского уезда (Саратовская губерния).

### Межвоенное время
В октябре 1921 года назначен на должность политрука роты в составе 144-го стрелкового полка (48-я стрелковая дивизия). В июле 1923 года Я. В. Якшин вместе с маршевой ротой направлен на Туркестанский фронт, где назначен политруком роты в составе 5-го Туркестанского стрелкового полка (2-я Туркестанская стрелковая дивизия), после чего принимал участие в боевых действиях против басмачества на территории Восточной Бухары.
В сентябре 1925 года направлен на учёбу в Объединённую военную школу имени В. И. Ленина в Ташкенте, однако в сентябре 1927 года переведён в Объединенную Татаро-башкирскую военную школу имени ЦИК ТАССР в Казани, после окончания которой в сентябре 1928 года направлен в 71-й стрелковый полк (24-я стрелковая дивизия, Украинский военный округ), дислоцированный в Виннице, в составе которого служил командиром взвода и командиром роты. В мае 1932 года назначен на должность командира батальона в 173-м стрелковом полку (58-я стрелковая дивизия), дислоцированном в г. Смела.
В октябре 1933 года А. В. Якшин направлен на учёбу на разведывательные курсы усовершенствования командного состава в Москве, после окончания которых в мае 1934 года назначен начальником отделения штаба 58-й стрелковой дивизии, а в июле того же года — помощником начальника пограничного пункта Разведывательного отдела штаба Украинского военного округа.
С марта 1938 года служил начальником штаба и затем заместителем командира по строевой части 178-го стрелкового полка (60-я стрелковая дивизия, Киевский военный округ), дислоцированной в Овруче, с августа 1939 года — командиром 680-го стрелкового полка, а с января 1940 года — командиром 47-го мотострелкового полка (15-я моторизованная дивизия, Киевский военный округ). В июне того же года А. В. Якшин принимал участие в ходе похода Красной Армии в Бессарабию, после чего 47-й мотострелковый полк дислоцировался в Тирасполе (Одесский военный округ).

### Великая Отечественная война
С началом войны находился на прежней должности.
4 июля 1941 года 15-я моторизованная дивизия в составе 2-го механизированного корпуса впервые вступила в бой на левом берегу р. Прут  северо-западнее Бельцы, после чего принимала участие в ходе приграничного сражения в Молдавии, а также в Уманской оборонительной операции, в ходе которой 3 августа 47-й мотострелковый полк под командованием А. В. Якшина попал в окружение, в котором до 9 августа вёл оборонительные боевые действия, а затем отдельными группами выходил к своим войскам.
В ночь на 3 октября А. В. Якшин без оружия, документов и в гражданской одежде перешёл линию фронта в районе Краснограда и направлен в отдел кадров Юго-Западного фронта и 27 октября назначен на должность начальника курсов комсостава при штабе фронта. В ноябре курсы были преобразованы в учебный центр с дислокацией в Воронеже, а полковник А. В. Якшин назначен заместителем начальника центра.
В мае 1942 года переведён на должность заместителя командира 8-й мотострелковой дивизии, которая в июле того же года была преобразована в 63-ю стрелковую, которая вскоре вела тяжёлые оборонительные боевые действия в районе станицы Клетская. В октябре переведён заместителем командира 99-й стрелковой дивизии, ведшей наступательные и оборонительные боевые действия севернее Сталинграда и в самом городе.
21 января 1943 года назначен на должность вступил на должность командира 66-й гвардейской стрелковой дивизии, которая вела боевые действия в ходе контрнаступления под Сталинградом, Курской битвы, Белгородско-Харьковской наступательной операции и битвы за Днепр.
5 ноября 1943 года генерал-майор А. В. Якшин был отстранён от командования дивизией «за плохое руководство частями и неточную информацию» и назначен командиром полка в составе 375-й стрелковой дивизии, однако 20 декабря переведён на должность командира этой же дивизии. 15 января 1944 года в районе Красносилка, Рейметровка А. В. Якшин был тяжело ранен, после чего лечился в госпитале и по выздоровлении 3 июля 1944 года назначен командиром 15-й запасной стрелковой дивизии (Северокавказский военный округ).

### Послевоенная карьера
После окончания войны дивизия была расформирована.
В сентябре 1945 года назначен на должность заместителя командира 6-го стрелкового корпуса (Донской военный округ, затем Северокавказский), а в феврале 1946 года — на должность командира 266-й стрелковой дивизии, вскоре в том же году преобразованной в 18-ю отдельную стрелковую бригаду.
В сентябре 1947 года направлен на учёбу на курсы усовершенствования командиров стрелковых дивизий при Военной академии имени М. В. Фрунзе, после окончания которых в декабре 1948 года назначен командиром командиром 9-й отдельной гвардейской стрелковой бригады (Киевский военный округ).
Генерал-майор Аким Васильевич Якшин в августе 1953 года вышел в запас. Умер 30 октября 1979 года в городе Михайловка Волгоградской области.

## Награды
- Орден Ленина (21.02.1945);
- Три ордена Красного Знамени (04.02.1943, 03.11.1944, 20.06.1949);
- Медали.